# Vereinigte Herzogtümer Jülich-Kleve-Berg

Wappen der Herzogtümer Jülich-Kleve-Berg (1538–1543) – oben: Wappenfelder von Jülich, Geldern, Kleve und Berg – unten: Wappenfelder von Mark, Zutphen und Ravensberg

Die Herzogtümer Jülich-Kleve-Berg waren ein Zusammenschluss der Herzogtümer Jülich, Kleve und Berg, der Herrschaft Ravenstein sowie der westfälischen Grafschaften Mark und Ravensberg zu einer Personalunion. Der Zusammenschluss war Ergebnis der 1496 vertraglich geschlossenen Klever Union und wurde 1521 mit dem Tod Johanns II. von Kleve-Mark verwirklicht. Zwischen 1538 und 1543 gehörten auch das Herzogtum Geldern und die Grafschaft Zutphen für einige Jahre in diesen Territorialstaatenverband. Mit Beginn der märkischen Herrschaft in den Territorien dienten zunächst die Schwanenburg in Kleve, ab den 1520er Jahren Düsseldorf als gemeinsame Residenz. Das Gebiet war ein Teil des Heiligen Römischen Reichs.
Das Territorium wurde von 1521 bis 1609 von Herzögen aus dem Haus der Grafen von der Mark regiert, einer früh abgespaltenen Seitenlinie der Grafen von Berg.

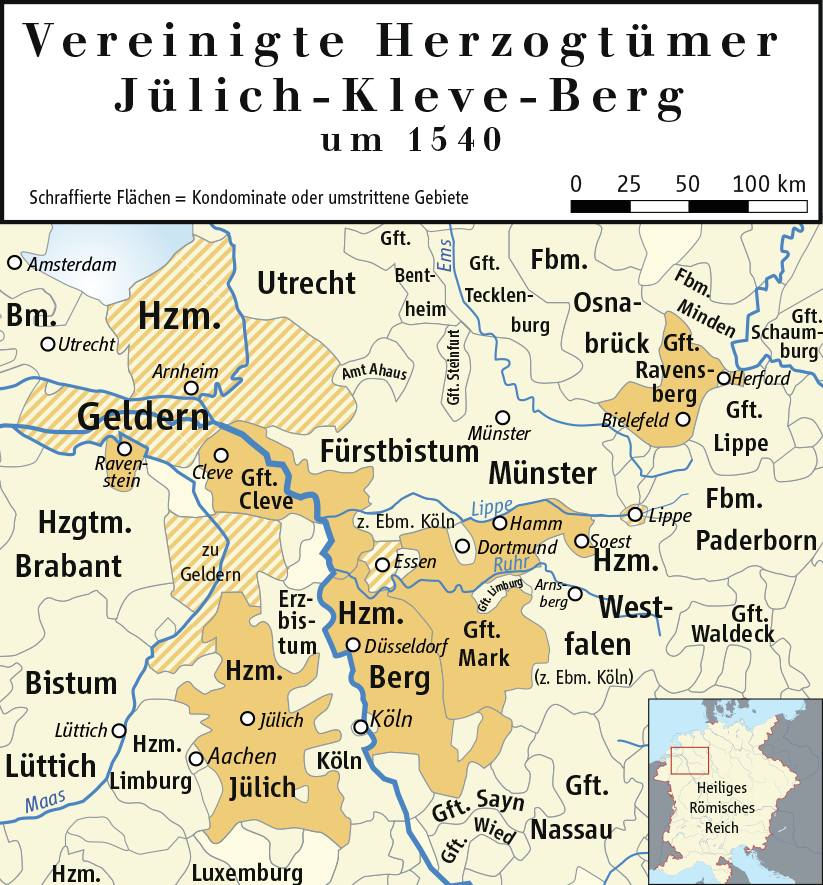
Die Herzogtümer Jülich, Kleve und Berg und die Grafschaften Mark und Ravensberg

Den Namen Jülich-Kleve-Berg trug auch eine am 30. April 1815 gebildete preußische Provinz mit Sitz in Köln, die bereits am 1. Januar 1822 mit der ebenfalls 1815 gebildeten Provinz Großherzogtum Niederrhein mit Sitz in Koblenz zur Rheinprovinz vereinigt wurde.

## Vorgeschichte
1521 wurden die Länder Kleve-Mark (Herzogtum Kleve mit Ravenstein und der Grafschaft Mark) und Jülich-Berg-Ravensberg (Herzogtümer Jülich und Berg sowie Grafschaft Ravensberg) vereinigt. Der Vereinigung der Länder gingen die Kinderverlobung des sechsjährigen Erbprinzen Johann von Kleve, Mark und Ravensberg mit der fünfjährigen Erbprinzessin Maria von Jülich-Berg am 25. November 1496 auf Schloss Burg und ihre Eheschließung am 1. Oktober 1510 in Düsseldorf als Klever Union voraus. Ihre Väter, Johann II. von Kleve-Mark und Wilhelm von Jülich-Berg, konzipierten durch diese Verbindung ihrer Geschlechter einen großen politischen Machtkomplex im Nordwesten des Alten Reichs.

## Herrscher

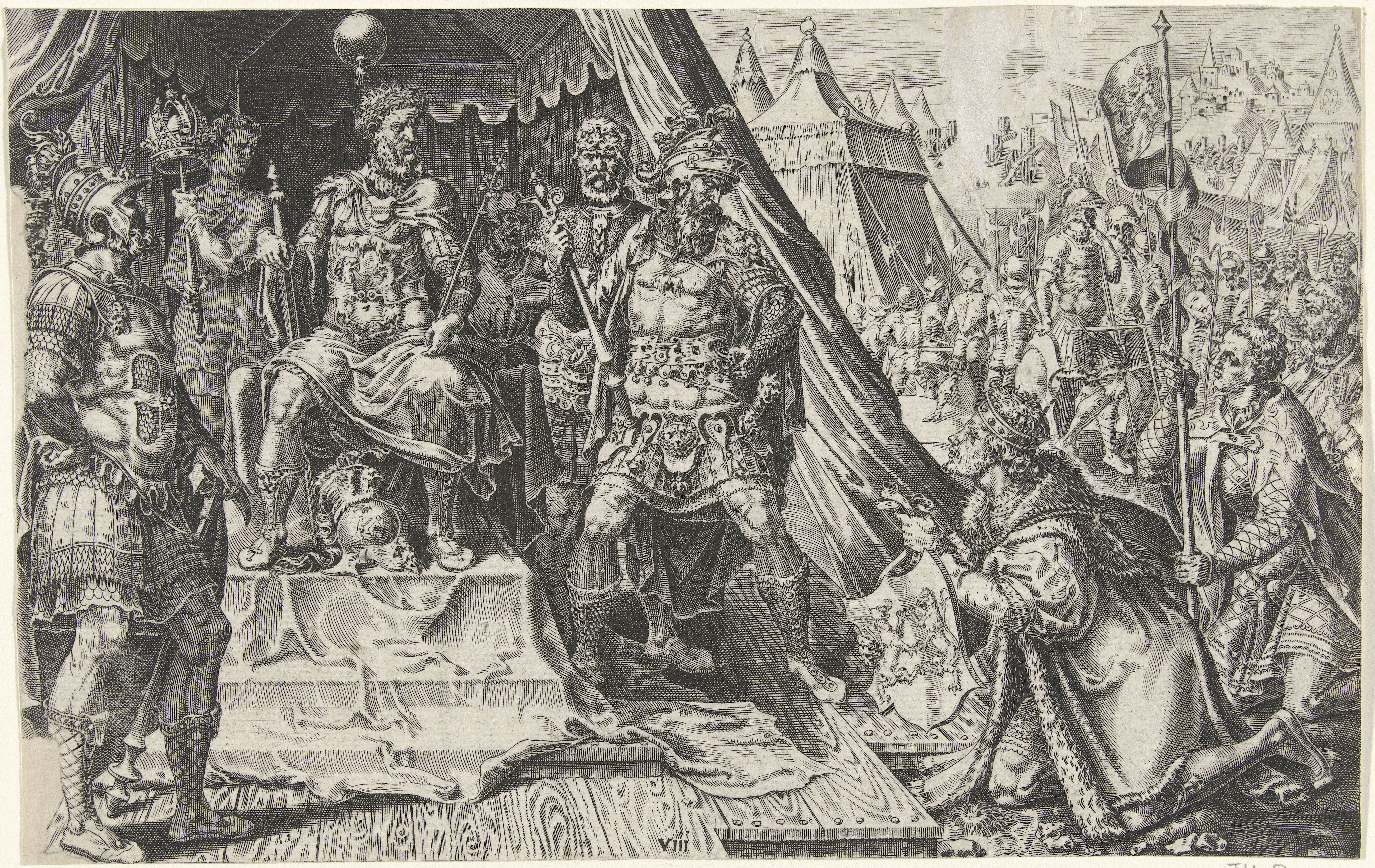
Wilhelm V. von Jülich-Kleve-Berg ergibt sich Kaiser Karl V. in Venlo – historische Allegorie auf den Vertrag von Venlo, mit dem der Dritte Geldrische Erbfolgekrieg 1543 beendet wurde

Von 1521 bis 1539 regierte Herzog Johann III. Er verheiratete eine seiner Töchter, Sibylle von Jülich-Kleve-Berg, nach Kursachsen. Seine Tochter Anna von Kleve wurde für sechs Monate, von Januar bis Juli 1540, die Gemahlin von  Henry VIII. Tudor und damit englische Königin.
1539 folgte ihm Wilhelm V. auf den Herzogsstuhl. Wilhelm, auch der Reiche genannt, regierte bis 1543 auch das Herzogtum Geldern und die Grafschaft Zutphen, die er nach dem Dritten Geldrischen Erbfolgekrieg 1543 im Vertrag von Venlo zu Gunsten des Habsburgers Karl V. aufgeben musste. Seine Regierungszeit, die als Folge der Reformation im Zeichen konfessioneller Auseinandersetzungen stand, endete mit seinem Tod im Jahre 1592. Bereits 1575 war Erbprinz Karl Friedrich 19-jährig auf einer Grand Tour in Rom an den Blattern verstorben. Daher musste der zweitgeborene Sohn, der zum Regieren wenig befähigte Johann Wilhelm, nach dem Tod Wilhelms die Herrschaft formell übernehmen. Die Regierung wurde zunächst durch seine erste Gattin Jakobe von Baden und die Hofräte übernommen; Jakobe blieb dabei jedoch glücklos und fiel schließlich einem Mord zum Opfer. Das nachfolgende Interregnum der herzoglichen Räte endete, als Johann Wilhelms zweite Gattin, Antonie von Lothringen, die Regierungsgeschäfte an sich zog.
Als der endgültig in geistige Umnachtung versunkene Johann Wilhelm 1609 kinderlos verstarb, hinterließ er die Vereinigten Herzogtümer, ohne eine Erbregelung getroffen zu haben.
Seine zahlreichen Schwäger aus deutschen Fürstenhäusern und der Kaiser sowie der König von Frankreich versuchten ihre Interessen bzw. Ansprüche durchzusetzen; es kam zum Jülich-Klevischen Erbfolgestreit (1609–1614). Diese Auseinandersetzung zwischen den Mächten brachte fast die Spannungen zum Ausbruch, die sich schon im Truchsessischen Krieg (1583–1588) ausgedrückt hatten und die sich dann im Dreißigjährigen Krieg (1618–1648) noch vehementer entluden.

### Haus Mark (1521–1609)
- 1521–1539: Johann III.
- 1539–1592: Wilhelm V.
- 1592–1609: Johann Wilhelm

## Konfessionelle Geschichte
Eine strikte Konfessionalisierung wie in anderen Territorien hat es in den Herzogtümern nicht gegeben. Herzog Wilhelm V. suchte einen offenkundig vom Humanismus des Erasmus von Rotterdam inspirierten Mittelweg (via media) zwischen den christlichen Blöcken. Die rheinischen Gebiete Jülich und Kleve waren überwiegend katholisch, Berg gemischt mit hohem reformiertem Anteil, und die westfälischen Gebiete Mark und Ravensberg waren überwiegend lutherisch. Doch gab es bedeutende Minderheiten der jeweils anderen Konfessionen. Im Hinblick auf die Juden kam es unter Wilhelm V. durch die Polizeiverordnung von 1554 zu einer antijudaistischen Verschärfung, die sich so auswirkte, dass die Juden, die unter Johann III. noch geduldet waren, wenn sie einen „gelen rink“ trugen, fortan des Landes zu verweisen waren.

## Entwicklung nach 1609
Nach dem konfessionell aufgeladenen Jülich-Klevischen Erbfolgestreit, in den sich zunächst sogar König Heinrich von Frankreich mit Waffengewalt einzuschalten gedachte, fielen Kleve, Mark und Ravensberg an den ehemals lutherischen, zum Calvinismus konvertierten Markgrafen von Brandenburg und Kurfürsten des Heiligen Römischen Reiches deutscher Nation, Johann Sigismund aus dem Haus Hohenzollern. Die Herzogtümer Jülich-Berg kamen an den zum Katholizismus übergetretenen Herzog Wolfgang Wilhelm von Pfalz-Neuburg aus dem Haus Wittelsbach.
Eine endgültige Erbteilung erfolgte erst 1666 im Vertrag von Kleve.

## Humanismus
Siehe: Konrad Heresbach, Johann Weyer, Gerhard Mercator, Johannes Corputius, Stephanus Winandus Pighius, Johann Ghogreff, Johann von Vlatten, Reiner Solenander, Galenus Weyer, Johannes Monheim